# Erana James
Erana James (* 16. Februar 1999 in Whangārei) ist eine neuseeländische Schauspielerin. Bekannt wurde sie durch die Serie The Wilds.

## Leben und Karriere
James wurde am 16. Februar in Whangārei geboren. Sie ist maorischer Abstammung. Sie lebte dort mit ihrer Familie, bevor sie im Alter von 10 Jahren nach Wellington zog. Ihr Debüt gab sie 2015 in der Fernsehserie Sons of Liars. Danach trat sie 2017 in Lucy Lewis Can’t Lose auf. Ihre erste Hauptrolle bekam sie 2019 in Golden Boy. Anschließend spielte sie in der Serie The Wilds die Hauptrolle. Außerdem war sie 2022 in der Serie Bad Behaviour zu sehen.

## Filmografie (Auswahl)
- 2015: Sons of Liars (Fernsehserie, 3 Episoden)
- 2017: Lucy Lewis Can’t Lose (Fernsehserie, 5 Episoden)
- 2017: The Changeover (Film)
- 2017: Southland’s Home (Kurzfilm)
- 2019: My Life Is Murder (Fernsehserie, 1 Episode)
- 2019: Golden Boy (Fernsehserie, 8 Episoden)
- 2019: Playing for Keeps (Fernsehserie, 2 Episoden)
- 2020–2022: The Wilds (Fernsehserie, 18 Episoden)
- 2022: Bad Behaviour (Fernsehserie, 4 Episoden)
- 2023: Uproar
- 2024: We Were Dangerous
- 2025: Alien: Earth (Fernsehserie)